# The Blasting Room
The Blasting Room is een opnamestudio in Fort Collins, Colorado en is opgericht door de leden van de punkband All in 1994. De studio is in het bezit van muzikant Bill Stevenson (van de bands Descendents, Black Flag, All, Only Crime) en Jason Livermore. De studio staat bekend voor het ontvangen van voornamelijk punkbands en punkartiesten voor opnamesessies. Stevenson en Livermore werken als geluidstechnici en platenproducenten in de studio. Naast het produceren en mixen, doet Livermore ook de mastering van albums.
In juli 1994 verhuisden de leden van All van Brookfield, Missouri naar Fort Collins. Met behulp van het geld dat ze hadden verdiend met hun recente contract met Interscope Records, begonnen ze met het ontwerpen en bouwen van The Blasting Room, waarbij ze de hulp van gitarist Stephen Egerton's vader Dan O 'Reilly inschakelden. De studio opende vier maanden later. The Blasting Room bevat drie opnamestudio's: 
- Studio A: de grootste van de drie. De studio heeft drie isolatie cabines.
- Studio B: een iets kleinere studio met een aparte controlekamer.
- Editing Suite: de studio waar de muziek wordt gemixt en bewerkt, werd voorheen Studio C genoemd.

The Blasting Room beschikt ook over een woonkamer, keuken en twee slaapkamers, die beschikbaar zijn voor artiesten die er bezig zijn met het opnemen van muziek.

## Beknopte discografie

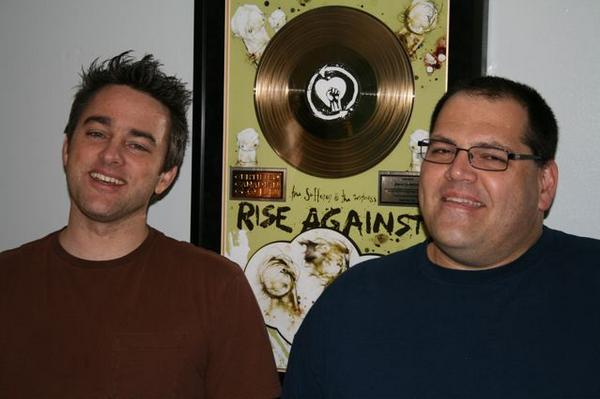
Jason Livermore (links) en Bill Stevenson (rechts) met de gouden plaat van het album The Sufferer & the Witness (2006) van Rise Against

Een lijst van een selectie albums die zijn opgenomen, gemixt, en/of gemasterd in The Blasting Room.
| Jaar | Titel                                        | Band of artiest               |
| ---- | -------------------------------------------- | ----------------------------- |
| 1995 | Pummel                                       | All                           |
| 1996 | Everything Sucks                             | Descendents                   |
| 1997 | Seeing Things                                | Shades Apart                  |
| 1998 | Let's Talk About Feelings                    | Lagwagon                      |
| 1998 | Headcleaner                                  | I Against I                   |
| 1999 | Operation Phoenix                            | Good Riddance                 |
| 2000 | Borders & Boundaries                         | Less Than Jake                |
| 2000 | Let's Talk About Leftovers                   | Lagwagon                      |
| 2001 | Death Alley                                  | Zeke                          |
| 2001 | Symptoms of a Leveling Spirit                | Good Riddance                 |
| 2001 | The Unraveling                               | Rise Against                  |
| 2003 | Punk Goes Acoustic                           | diverse artiesten             |
| 2003 | The Terror State                             | Anti-Flag                     |
| 2003 | A Match and Some Gasoline                    | The Suicide Machines          |
| 2003 | Revolutions per Minute                       | Rise Against                  |
| 2004 | To the Nines                                 | Only Crime                    |
| 2004 | Cool to Be You                               | Descendents                   |
| 2005 | Resolve                                      | Lagwagon                      |
| 2005 | Potemkin City Limits                         | Propagandhi                   |
| 2005 | Ruiner                                       | A Wilhelm Scream              |
| 2005 | Wake the Dead                                | Comeback Kid                  |
| 2006 | Twelve Small Steps, One Giant Disappointment | Bad Astronaut                 |
| 2006 | Love Their Country                           | Me First and the Gimme Gimmes |
| 2006 | Wolves in Wolves' Clothing                   | NOFX                          |
| 2007 | Sink or Swim                                 | The Gaslight Anthem           |
| 2007 | All the Best Songs                           | No Use for a Name             |
| 2008 | The Feel Good Record of the Year             | No Use for a Name             |
| 2008 | Supporting Caste                             | Propagandhi                   |
| 2009 | They Came from the Shadows                   | Teenage Bottlerocket          |
| 2009 | We Are All We Have                           | The Casualties                |
| 2009 | Good Views, Bad News                         | Broadway Calls                |
| 2009 | Coaster                                      | NOFX                          |
| 2010 | Street Dogs                                  | Street Dogs                   |
| 2012 | Comet                                        | The Bouncing Souls            |
| 2013 | Home                                         | Off with Their Heads          |
| 2013 | My Shame Is True                             | Alkaline Trio                 |
| 2013 | Partycrasher                                 | A Wilhelm Scream              |
| 2016 | State Is Burning                             | Useless ID                    |
| 2016 | Protection                                   | Face to Face                  |
| 2016 | Hypercaffium Spazzinate                      | Descendents                   |
| 2016 | Bad Vibrations                               | A Day to Remember             |